# L'être et le néant
L'être et le néant: Essai d'ontologie phénoménologique, in het Nederlands: Het Zijn en het Niet: een proeve van een fenomenologische ontologie, is de eerste poging van de Franse filosoof Jean-Paul Sartre om de grondbeginselen van de existentialistische metafysica uiteen te zetten. Het boek  uit 1943 is daarmee een poging een beschrijving te geven van het menselijke bestaan. Het werk is sterk beïnvloed door de fenomenologie van Edmund Husserl en kan gezien worden als de uitwerking van een eigen fenomenologie. Het wordt beschouwd als het magnum opus van Sartre.
Het boek bestaat uit vier onderdelen. Het eerste deel gaat in op de problematiek van het niets, het tweede deel gaat in op het bestaan en de ervaring van het zelfbewustzijn, het derde deel op de relatie van de mens tot andere mensen en het vierde en laatste deel gaat over het de ethische vraag naar het handelen.

## Hoofdlijnen van het boek
Sartre werkt in dit boek verder op wat hij in  La Transcendance de l'Ego (1936) uiteengezet heeft. Daar stelde hij dat, als men de fenomenologie van Husserl volgt, men moet concluderen dat het 'Ik' waarover mensen steeds spreken als ze het over zichzelf hebben geen innerlijke sfeer is die geheel bepaald is, maar dat de eventuele inhoud van het Ik buiten het menselijke bewustzijn bestaat. Het echte vertrekpunt van het bewustzijn is iets geheel onbepaalds: de mens is geheel onbepaald. Alles wat het Ik zou kunnen typeren, zoals zijn karakter, beroep, uiterlijk, gedrag, enzovoort vindt men enkel als iets externs, als intentioneel object. Wat er dus overblijft van het echte bewustzijn is het niets.
Hieruit volgt Sartres radicale stelling dat de mens fundamenteel, in alles wat hij doet, vrij is. De vrijheid moet hier verstaan worden als de weigering om zich eender welke identiteit aan te meten. Zichzelf als bepaald zien door opvoeding, omgeving of omstandigheden is voor Sartre zelfbedrog. Het Ik is in wezen onbepaald en alle inhoud die het zichzelf toe-eigent komt voort uit de vrije keuze zich hiermee te identificeren. Het is echter ook altijd een waanbeeld omdat het Ik nu eenmaal nooit echt samenvalt met die externe elementen; het Ik blijft vrij en kan niets anders zijn dan vrijheid. In die zin kan Sartres latere uitspraak begrepen worden: 'we zijn nooit zo vrij geweest als tijdens de oorlog.'
De mens met zijn menselijke bewustzijn verschilt in deze zin ook wezenlijk van de andere objecten in de wereld. Een boom is een boom en is zich niet van zichzelf bewust, omdat hij volledig met zichzelf samenvalt; hij is wat hij is. Sartre noemt dit een être en-soi. Tegenover dit être en-soi staat het être pour-soi, de mens (dit zijn termen die hij van Hegel haalt). De mens valt niet volledig met zichzelf samen, maar is door deze fundamentele vrijheid en onbepaaldheid altijd iets dat niet met zichzelf samenvalt. Het bewustzijn is niet in eerste plaats identiek aan bepaalde karaktereigenschappen of bepaalde omstandigheden, die worden vrij gekozen door het bewustzijn. De mens is niet, maar existeert: hij staat naar buiten, richt zich intentioneel op de objecten rondom zich, maar is zelf niets en heeft geen inhoud.
Doordat het bewustzijn steeds zonder inhoud is, kan een mens zich ook nooit echt een identiteit toe-eigenen. Men kan nooit een ober zijn zoals een boom een boom is. Men is slechts ober in zoverre men zich als ober gedraagt. Men is dus in dit voorbeeld geen ober, maar speelt de rol van een ober. Hetzelfde geldt voor andere identificaties zoals nationalisme, geslacht of ras. Het is dan ook steeds mogelijk deze identificatie weer in te trekken en zich er bijvoorbeeld tegen de verzetten. Beweren dat een eigenschap toch intrinsiek aan een mens toekomt is volgens Sartre een vorm van bedrog. Hij spreekt in dit verband ook over mauvaise foi of kwade trouw: het is een leugen ten aanzien van zichzelf zich een essentie toe te eigenen.

### Existentie en essentie
Een andere manier waarop Sartre dit onderscheid duidelijk maakt is de stelling dat de existentie (dat ik ben) bij de mens voorafgaat aan essentie (wat ik ben). De mens is een voor-zich zijnde, een wezen dat niet is, maar intentioneel gericht staat naar dat wat buiten het bewustzijn is. Hij heeft dus wel van zichzelf een existentie, maar geen essentie. De essentie volgt pas achteraf: de mens bepaalt zich door wat hij doet of net niet doet in zijn leven. En alles wat de mens doet, doet hij in eigen naam: hij is volledig vrij en dus verantwoordelijk. De vrijheid om voortdurend keuzes te moeten maken vervult de mens met existentiële angst; Sartre zegt dat de mens "veroordeeld is om vrij te zijn."
Dit gaat in tegen de geschiedenis van de filosofie. Zo was het bijvoorbeeld een steeds terugkerende stelling in de middeleeuwse filosofie dat de mens altijd bepaald is door zijn essentie. Teruggaand op Aristoteles bestaat een mens volgens middeleeuwse filosofen uit materie en een vorm, een essentie, die juist deze onbepaalde materie vorm gaf en de mens dus tot mens maakte. De essentie van de mens ging in deze zin vooraf aan de existentie (de vorm bestond voordat hij gerealiseerd werd in de materie). Sartre draait deze stelling om en typeert de mens net als het onbepaalde en lege bewustzijn dat zelf zijn inhoud kiest. Het bewustzijn is dus een existentie zonder essentie. En dit 'niets', deze onbepaaldheid, is voor Sartre de voorwaarde tot bewustzijn. Zonder afstand kan het "Zijn" immers niet gekend worden.

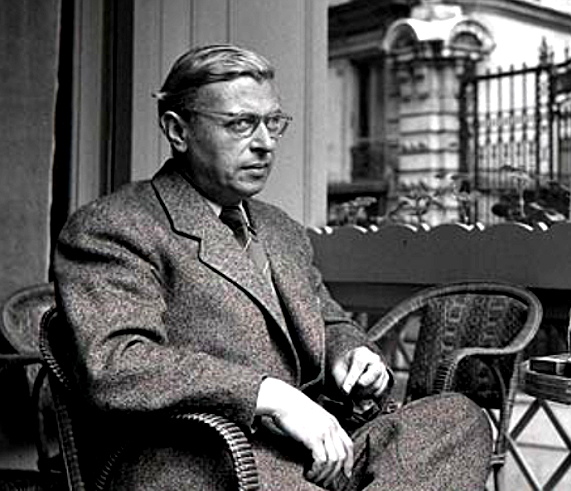
Jean-Paul Sartre in 1950.

### Pierre is er niet
Een bekend voorbeeld dat steeds terugkeert in Sartres boek is dat van Pierre. Sartre schrijft:
"Ik kom een kwartier te laat. Pierre is altijd stipt op tijd; heeft hij op mij gewacht? Ik kijk rond in de zaal, ik kijk naar de cafébezoekers en zeg: "Hij is er niet". Gaat het hier om een aanschouwing van de afwezigheid van Pierre of is er pas met het oordeel sprake van een ontkenning?"
Dit voorbeeld is van belang omdat het ook duidelijk aanduidt wat het verschil is tussen Sartre en de grondlegger van de fenomenologie Edmund Husserl. Terwijl Husserl zich in de eerste plaats richt op dat wat verschijnt, houdt Sartre zich hier bezig met dat wat juist niet verschijnt. In het zoeken naar Pierre richt men zich niet op iets specifieks in het café, zoals de andere bezoekers, maar juist op dat wat er niet is, namelijk Pierre. In deze zin bepaalt het perspectief van waaruit men kijkt het gehele fenomenologische verschijnen van de wereld. Men ziet geen vol café met allerlei mensen, maar ziet in de eerste plaats de afwezigheid van Pierre. Dit verschijnen van de afwezigheid noemt Sartre de 'vernieting'.
En hoewel dit voorbeeld als een speciaal geval van 'verschijnen' kan worden geïnterpreteerd, is deze afwezigheid of negatie net typerend voor Sartres hele fenomenologie. Voor Sartre kan iets pas verschijnen aan de mens doordat het niet identiek aan de mens is en dat de dingen nooit alles zijn. Pierre is niet overal, Pierre is niet iedereen. Dingen verschijnen pas via een dialectiek van de negatie: iets is iets doordat het iets anders niet is en doordat de mens er niet geheel mee samenvalt.

## Context
De context waarin het boek geschreven is, is niet onbelangrijk om de inhoud te begrijpen. Het werd in 1943 gepubliceerd, midden in de Tweede Wereldoorlog. Het zuiden van Frankrijk, onder het zogenaamde Vichyregime, had besloten te collaboreren met Adolf Hitler, voornamelijk om erger te voorkomen. 
Voor Sartre was deze daad een uiting van de laffe burgerlijke geest die zuiver uit eigenbelang handelt. Sartres L'être et le néant kan dan ook gelezen worden als een soort oproep om de Fransman (of mens in het algemeen) aan te zetten zijn echte verantwoordelijkheid op te nemen. De mens kan zich niet van zijn verantwoordelijkheid ontheffen door een beroep te doen op de omstandigheden waarin hij moet leven. Hij is in wezen zelf vrij en onbepaald en zijn hele lot ligt in zijn eigen handen. Elke keuze is dus een eigen keuze en zorgt ook dat men volledig verantwoordelijk is voor zijn eigen daden, ongeacht de omstandigheden.